# Klara sjö
Le lac Klara (en suédois : Klara sjö) est un canal à Stockholm en Suède.

## Géographie
Klara sjö est une zone lacustre dans le centre de Stockholm qui fait partie du lac Mälar et est située entre les quartiers de Kungsholmen et Norrmalm.
Elle constitue la partie sud d'une zone d'eau plus longue en forme de canal qui s'étend également en partie dans la commune de Solna.
Cette zone lacustre plus vaste, qui relie Riddarfjärden au sud à Ulvsundasjön au nord, comprend Klara sjö, Barnhusviken, Karlbergssjön et Karlbergskanalen.
Quatre ponts enjambent le canal : Stadshusbron, Klarabergsviadukten, Kungsbron et Blekholmsbron ; le premier d'entre eux à une hauteur libre de 3,3 mètres.
Le renouvellement de l'eau est faible en raison des relations étroites avec Ulvsundasjön et Riddarfjärden. Les opérations précédentes de l'usine à gaz du Klaragasverket ont entraîné une forte pollution du fond du lac Klara par des métaux et des substances organiques, principalement diverses substances goudronneuses provenant de l'usine à gaz située sur la rive nord du lac Klara, entre Kungsbron et Klarastrandsleden.
Jusqu'au milieu du XIXème siècle, le lac Klara était une vaste étendue d'eau, qui a été en grande partie comblée par la construction de l'usine à gaz de Klara, des voies ferrées, de la gare centrale de Stockholm et de Vasagatan.
Sur la carte de Stockholm de Werner von Rosenfeldt de 1702, Klara sjö est une grande baie du lac Mälar qui s'étendait jusqu'aux actuelles Klarabergsgatan et Vattugatan.
Un pont flottant de 500 mètres de long, le Kungsholmsbron, traversait la baie (le Stadshusbron actuel mesure 85 mètres de long).
La carte de Clarasjö de 1827 montre un projet de nouvelles rives autour de Klara sjö, après quoi Wattnet devrait être comblé.
La carte de 1915 montre les remplissages du Klaragasverket et de la gare centrale de Stockholm.
Sur la rive sud-ouest du lac Klara se trouvent l'hôtel de ville de Stockholm et le parc d'Yngve Larsson, avec l'ancien hôpital Seraphim au-dessus. Klara sjö se termine au nord à Kungsbron, où elle devient Barnhusviken.

## Galerie

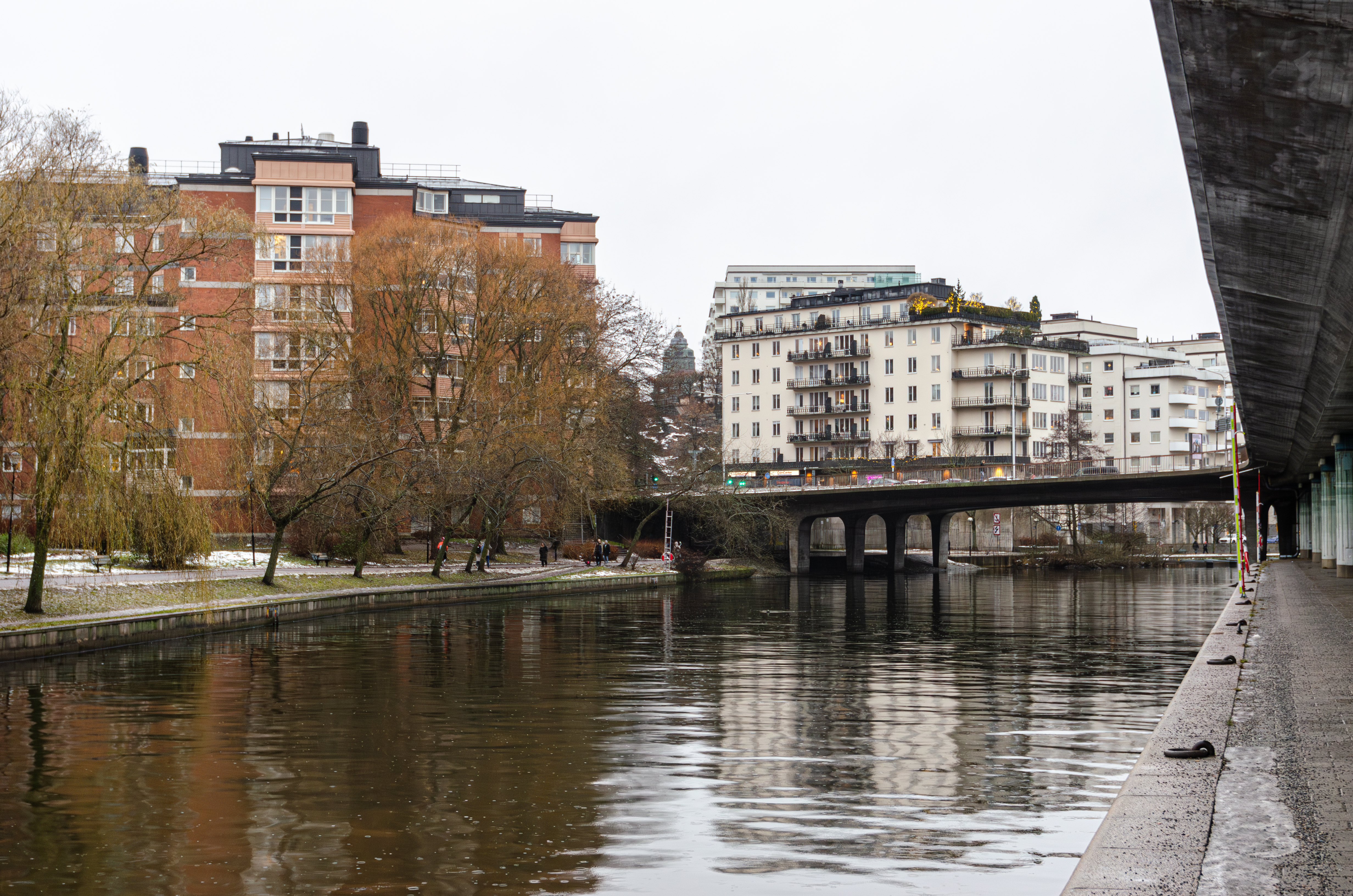
Klara sjö en 2023. Kungsholms strand à gauche et une partie de Centralbron à droite. En arrière-plan, Klarabergsviadukten et Kungsbro strand.
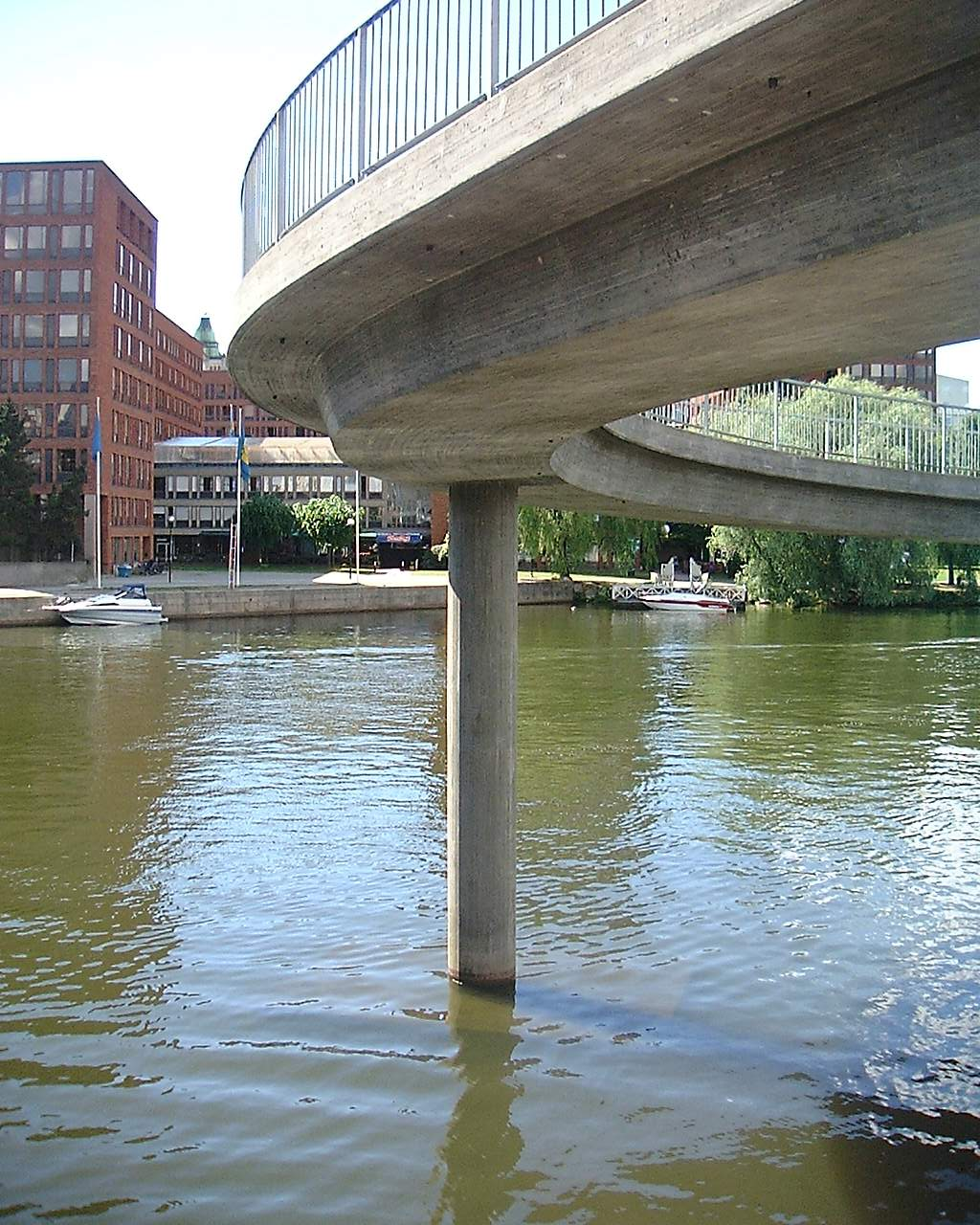
Un pilier du pont piétonnier circulaire de Blekholmsslingan.
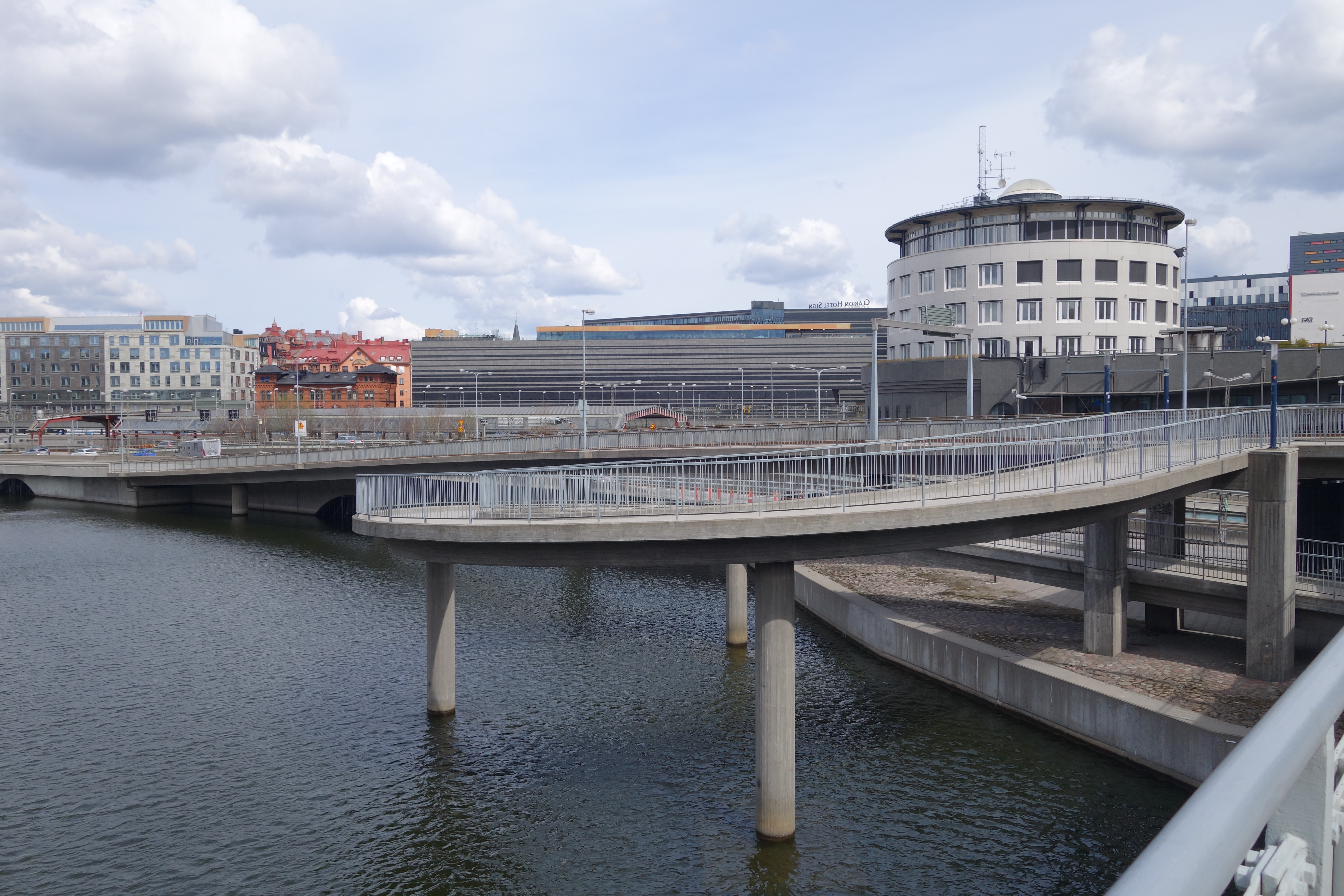
Klara sjö et Kungsholmen.